# Clubiona propinqua
Clubiona propinqua là một loài nhện trong họ Clubionidae.
Loài này thuộc chi Clubiona. Clubiona propinqua được Ludwig Carl Christian Koch miêu tả năm 1879.